# Hans Rookmaaker
Henderik Roelof "Hans" Rookmaaker foi um escritor holandês que se converteu ao cristianismo. Nascido em 27 de fevereiro de 1922, morreu  em 13 de março de 1977.

## Carreira
Henderik Rookmaaker foi professor de teoria da Arte, História da Arte filosofia e religião.
Em 1948 ele conheceu teólogo cristão Francis Schaeffer (autor de livros de como "A Arte e a Bíblia") e se tornou um membro do L'Abri (fundação de Schaeffer), na Suíça.Então Hans e sua esposa Anky abriram uma filial da L'Abri na Holanda.
Após um doutorado em história da arte com uma dissertação sobre Gauguin da Universidade de Amsterdam, ele se tornou o fundador do departamento de história da arte na Universidade Livre de Amsterdã.
Rookmaaker combinou sua carreira acadêmica, com um papel prolífico de abordar a ambiguidade sobre a arte entre os cristãos e ambiguidade sobre a fé entre os artistas. Sua tese principal foi divulgada em sua publicação de 1970, intitulada Arte Moderna e A Morte de uma Cultura.
Ao longo de sua carreira, lecionou no Reino Unido, os Estados Unidos e Canadá, bem como na Holanda, sua terra natal.
Dois livros de Rookmaaker foram publicados após sua morte:
- Arte não precisa de Justificativa (1978), em que o autor trata do papel do artista, cristãos e não cristãos, na sociedade.
- The Gift Creative: Ensaios sobre Arte e da Vida Cristã (1981), falando sobre a arte e os Cristãos.

Em 2003, Obras Completas de Hans Rookmaaker, editadas por sua filha Marleen Hengelaar-Rookmaaker, foram publicadas.